# Swope Park Rangers
A Swope Park Rangers egy amerikai labdarúgócsapat. Székhelye Kansas City, Missouri állam. A klubot 2015-ben alapították.

## Története
A klubot 2015. október 22-én alapították, és jelenleg az amerikai labdarúgás harmadik vonalában, az USL-ben szerepel. A Sporting Kansas City leányvállalata, egy tulajdonosi körrel, így az MLS-ben szereplő klub fiókcsapataként működik. A kansasiak korábban hasonló együttműködést hoztak létre az Orlando City SC és az Oklahoma City Energy FC csapataival is. 2015. november 20-án a kanadai Marc Dos Santost nevezték ki vezetőedzőnek.

## Sikerei
- USL kupa
  - döntős: 2016
- Western Conference
  - győztes (rájátszás): 2016

## Menedzserek
- Marc Dos Santos (2015. november 20.-2016. november 21.)
- Nikola Popovic (2016. november 21.-jelenleg is)

## Magyarok a klubnál
- Sallói Dániel (2016–2017)